# 존 코빗
존 코빗(John Corbett, 1961년 5월 9일 ~ )은 미국의 배우 및 가수이다.

## 출연 작품
- 나의 그리스식 웨딩 1/2
- 볼케이노
- 세렌디피티
- 툼스톤
- 사일런스
- 내가 사랑했던 모든 남자들에게: P.S. 여전히 널 사랑해 - 코비 박사 역
- 내가 사랑했던 모든 남자들에게: 언제나 그리고 영원히 - 존 코비 역